# Dansk biografisk leksikon
«Да́нський біографі́чний лексико́н» (дан. Dansk Biografisk Leksikon; DBL) — данський біографічний словник. Присвячений персоналіям, пов'язаними із історією Данії. Перше 19-томне видання вийшло у світ у 1887—1905 роках, в Копенгагені, у видавництві Gyldendal; його головним редактором був данський історик Карл-Фредерік Бріка. Друге 27-томне видання опубліковано у 1933—1944 роках, третє 16-томне видання — у 1979—1984 роках. Чимало біографій з першого видання не увійшли до 2-го і 3-го видань через завищені критерії значимості до персоналій.

## Видання
- Dansk biografisk Lexikon, tillige omfattende Norge for tidsrummet 1537-1814, Udgivet af C. F. Bricka, 19 bd. København: Gyldendal, 1887—1905. runeberg.org [Архівовано 5 травня 2011 у Wayback Machine.]
- Dansk biografisk leksikon, 2. udgave, 27 bind, Grundlagt af C. F. Bricka, Redigeret af Povl Engelstoft og Svend Dahl. København, 1933—1944. rosekamp.dk [Архівовано 18 лютого 2013 у Wayback Machine.]
- Dansk biografisk leksikon, 3. udgave, 16 bind, Grundlagt 1887 af C. F. Bricka, Redaktør Svend Cedergreen Bech. København, 1979—1984. biografiskleksikon.lex.dk [Архівовано 26 листопада 2020 у Wayback Machine.]

## Томи

### 1 видання
1. 1887, Bd. 1 (Aaberg - Beaumelle)
2. 1888, Bd. 2 (Beccau - Brandis).
3. 1889, Bd. 3 (Brandt - Clavus).
4. 1890, Bd. 4 (Clemens - Eynden).
5. 1891, Bd. 5 (Faaborg - Gersdorff).
6. 1892, Bd. 6 (Gerson - H. Hansen).
7. 1893, Bd. 7 (I. Hansen - Holmsted).
8. 1894, Bd. 8 (Holst - Juul).
9. 1895, Bd. 9 (Jyde - Køtschau).
10. 1896, Bd. 10 (Laale - Løvenørn).
11. 1897, Bd. 11 (Maar - Müllner).
12. 1898, Bd. 12 (Münch - Peirup).
13. 1899, Bd. 13 (Pelli - Reravius).
14. 1900, Bd. 14 (Resen - Saxtrup).
15. 1901, Bd. 15 (Scalabrini - Skanke).
16. 1902, Bd. 16 (Skarpenberg - Sveistrup).
17. 1903, Bd. 17 (Svend Tveskjæg - Tøxen).
18. 1904, Bd. 18 (Ubbe - Wimpffen).
19. 1905, Bd. 19 (Vind - Oetken). Rettelser og Tilføjelser. C. F. Brickas Biografi.